# جرمی کلارکسون
جرمی چارلز رابرت کلارکسون (به انگلیسی: Jeremy Clarkson) (زاده ۱۱ آوریل ۱۹۶۰)، تهیه‌کننده برنامه‌های تلویزیونی، مجری و روزنامه‌نگار بریتانیایی است که در زمینهٔ خودرو تخصص دارد. بیشتر شهرت او به خاطر مجموعهٔ تلویزیونی تخت گاز و تور بزرگ است که وی همراه با ریچارد هموند و جیمز می اجرا می‌کرد. این برنامه با حضور او و دیگر مجریان به پربیننده‌ترین برنامه بی‌بی‌سی دو تبدیل شد و نیز با دوبله فارسی از شبکه مستند پخش می‌شد. او ستون‌هایی برای روزنامه‌های ساندی تایمز و سان نیز می‌نویسد.

## زندگی شخصی
کلارکسون در شهر دانکستر در یورکشایر جنوبی (وست‌رایدینگ سابق) به دنیا آمد. مادرش، شرلی کابریل، یک معلم و پدرش، ادوارد گرنویل (ادی کلارکسون) یک فروشنده بود. والدینش او را در مدارس خصوصی ثبت‌نام کردند و پول شهریه‌اش را با فروختن عروسک‌های خانگی به‌دست آوردند.
وی در نوجوانی از پیچش بیضه رنج می‌برده و اکنون یکی از پشتیبانان سازمان‌های خیریه‌ای‌ست که به آگاهی مردم در این زمینه کمک می‌کنند.
وی تاکنون دو بار ازدواج کرده‌است. ازدواج اول وی از ۱۹۸۹ تا مدت کوتاهی بعد بود ازدواج دومش که به سه فرزند انجامیده، از ۱۹۹۳ تا سال ۲۰۱۴ ادامه داشت.

## فعالیت‌ها

### نویسندگی
کار نخست کلارکسون فروشندگی برای تجارت والدینش، فروش خرس‌های عروسکی بود. او بعدها برای کسب تجربه برای روترهام ادورتایزر به عنوان خبرنگار کار کرد، پیش از آنکه برای روزنامه‌های روچدیل آبزرور، اکسپرس اند ستار، لینکلن‌شایر لایف، شراپ‌شایر ستار و اسوشیتد کنت بنویسد.
در آخرین ستونی که برای مجله تخت‌گاز در ۲۰۱۵ نوشت، شراپ‌شایر ستار را نخستین حضور خود به عنوان ستون‌نویس ماشین ذکر کرد: «من کارم را محدود آغاز کردم، در شراپ‌شایر ستار با خودروهای کوچک پژو و فیات، سپس کارم را به فورد گرانادا ارتقا دادم، بعد از حدود هفت سال، اجازه یافتم که یک استون مارتین لاگوندا برانم… این ۱۰ سال پیش از آن بود که من نخستین لامبورگینی خود را برانم.»
در ۱۹۸۴، کلارکسون خبرگزاری خودرو (MPA) را پایه‌گذاری کرد، که در آن، با دیگر خبرنگار خودرو جاناتان گیل تست‌های جاده‌ای برای روزنامه‌های محلی و مجله‌های خودرو ترتیب می‌دادند. این کار به انتشار بخش‌هایی در مجله‌هایی نظیر پرفومنس کار پیشرفت کرد. او به‌طور منظم از سال ۱۹۹۳ که مجلهٔ تخت گاز شروع به کار کرد، برای آن نوشته‌است.
کلارکسون ستون‌هایی برای روزنامه‌های سان و ساندی تایمز می‌نویسد. ستون‌های او در تایمز، در روزنامهٔ آستریلین بازنشر می‌شوند. او همچنین برای بخش "Wheels" در روزنامهٔ تورنتو ستار می‌نویسد.
کلارکسون کتاب‌هایی با فضای طنز دربارهٔ خودروها و چیزهای دیگر نوشته‌است. بسیاری از کتاب‌های او مجموعه‌ای از مقاله‌هایی هستند که او برای ساندی تایمز نوشته‌است.

### تلویزیون

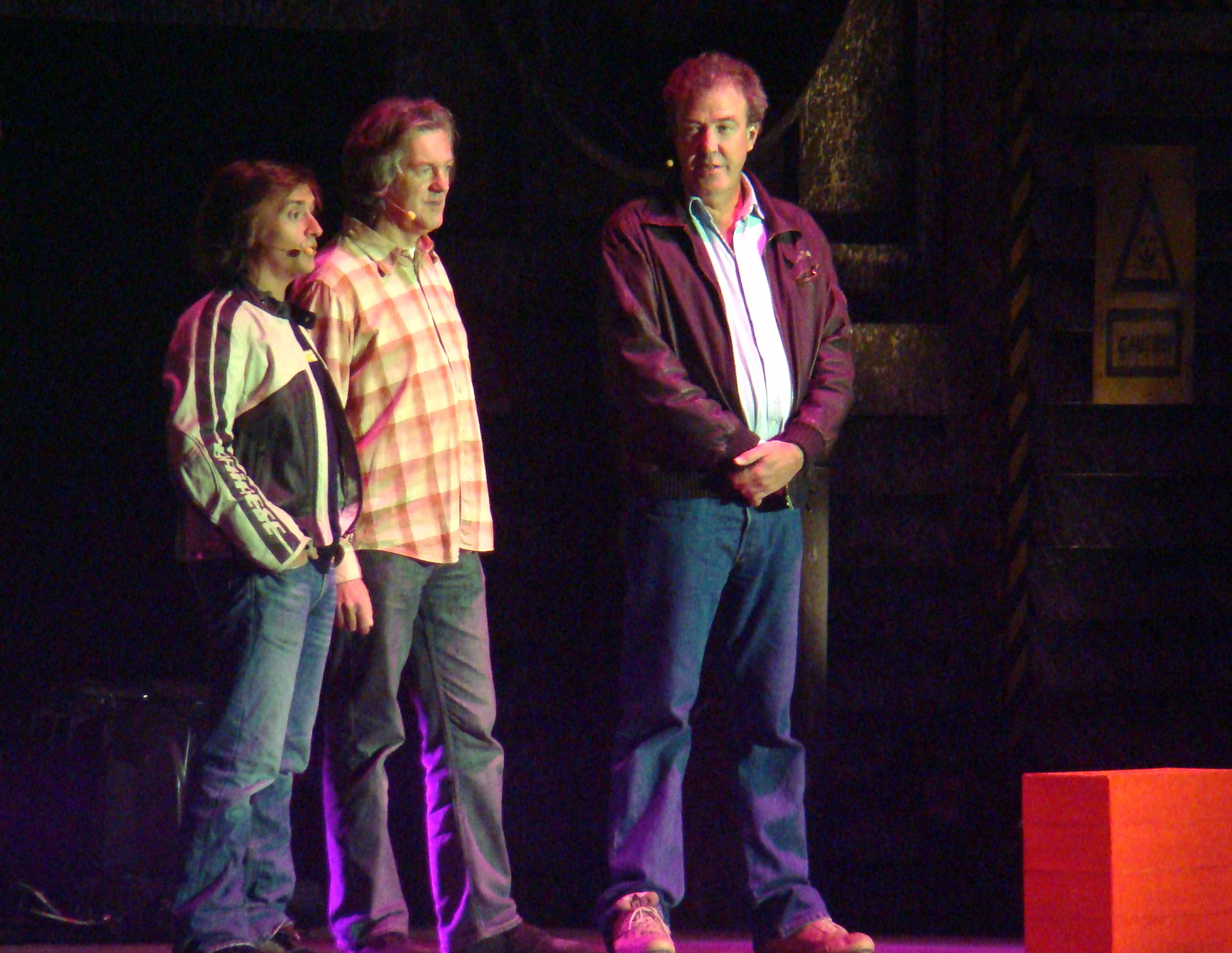
کلارکسون (راست) به همراه دیگر مجری‌های تخت گاز یعنی ریچارد هموند و جیمز می

نخستین نقش اصلی کلارکسون در تلویزیون به عنوان مجری برنامه خودرو بریتانیایی تخت گاز (به انگلیسی: Top Gear)، از ۲۷ اکتبر ۱۹۸۸ تا ۳ فوریه ۲۰۰۰ در فرمت قبلی برنامه، و دوباره در فرمت جدید از ۲۰ اکتبر ۲۰۰۲ تا ۸ مارس ۲۰۱۵ بود. به همراه دو مجری همکارش، جیمز می و ریچارد هموند، شهرت و اعتبار او به خاطر تبدیل تخت گاز به پربیننده‌ترین برنامه تلویزیونی بی‌بی‌سی دو و پخش آن در بیش از ۱۰۰ کشور در سراسر جهان است.
کلارکسون سری نخست جنگ روبات‌ها را اجرا کرد. برنامهٔ گفتگوی او، کلارکسون، شامل ۲۷ قسمت نیم‌ساعتی بود که در بریتانیا، از نوامبر ۱۹۹۸ تا دسامبر ۲۰۰۰ پخش شد، و شامل مصاحبه با موسیقیدان‌ها، سیاستمداران و کارکنان تلویزیون بود. کلارکسون همچنین اجرای مستندهایی با فضای غیر خودرویی مانند تاریخی و مهندسی را تجربه کرد؛ البته در همان حال برنامه‌های اتومبیل نیز ادامه یافت. در کنار اجراهای تک‌نفرهٔ او، برنامه‌هایی با تم کتاب‌ها و ستون‌های او در روزنامه، ترکیبی از علاقهٔ او به رانندگی و خبرنگاری خودرو، با نشان دادن تفکرات و نظرات او دربارهٔ دیگر چیزها در جهان ساخته شد؛ برنامه‌هایی نظیر «دنیای موتور جرمی کلارکسون»، «سال‌های خودرویی جرمی کلارکسون» و «جرمی کلارکسون: ملاقات با همسایه‌ها».

## اخراج
به نظر می‌رسد کلارکسون با زدن مشتی بر صورت تهیه‌کننده، او را زخمی‌کرده‌است. براساس همین رفتار غیرحرفه‌ای، شبکه تصمیم به تعلیق کلارکسون گرفت. کلارکسون سال پیش نیز به دنبال به کار بردن عباراتی نژادپرستانه در برنامهٔ خود، آخرین اخطار خود را از مدیریت بی‌بی‌سی دریافت کرد.
موضوع اخراج کلارکسون باعث موجی از انتقادها در میان بینندگان برنامه تخت گاز شد تا آنجا که گروهی از هکرها با نام انانیموس، بی‌بی‌سی را تهدید به هک کردن وبسایت این شبکه خبری کردند. آن‌ها در متنی به عوامل تخت گاز گفتند
بی‌بی‌سی عزیز، شما نباید ۳۰۰ میلیون بیننده تلویزیونی این برنامه را مأیوس کنید. ما به شما هشدار می‌دهیم؛ کلارکسون را بازگردانید، در صورت عدم بازگرداندن وی، حملات دی‌دی‌او‌اس در انتظار شما است. 
در حال حاضر به نظر میرسد که کلارکسون از  آمازون پرایم ویدئو هم اخراج شده و دلیل آن هم توهین به مگان مارکل ؛ همسر هری، شاهزاده بریتانیا بیان شده است.
آمازون هم بعد از این عمل کلارکسون، قصد توقف برنامه های سفر بزرگ و مزرعه کلارکسون را دارد.

## خودروها

### دارایی‌ها

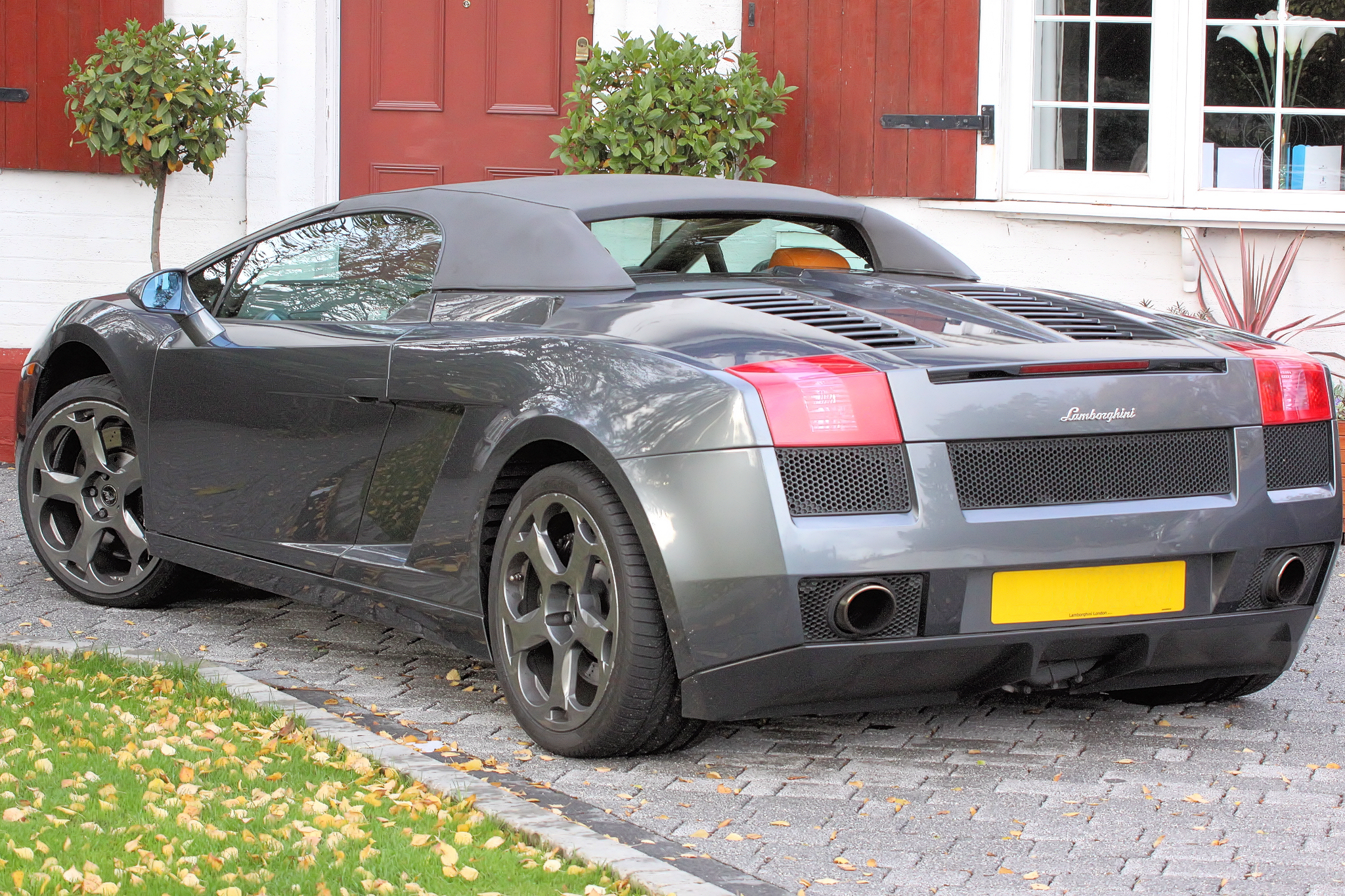
لامبورگینی گالاردو اسپایدر که زمانی مال کلارکسون بود

کلارکسون موارد زیر را دارد یا زمانی داشته‌است:
- ولوو ایکس‌سی۹۰[۱۳]
- رنجرور تی‌ذی‌وی‌۸ ووگ اس‌ای[۱۴]
- لوتوس الایس[۱۵]
- مرسدس-بنز ۶۰۰ گراسر[۱۶]
- مرسدس بنز اس‌ال‌کا۵۵ ای‌ام‌جی[۱۷]
- مرسدس بنز سی‌ال‌کا ای‌ام‌جی بلک[۱۸]
- مرسدس بنز اس‌ال‌اس ای‌ام‌جی رودستر[۱۸]
- ب‌ام‌و ام۳ سی‌اس‌ال[۱۸]
- هوندا سی‌آر-ایکس[۱۸]
- فراری اف۳۵۵[۱۸]
- فورد جی‌تی[۱۹]
- استون مارتین ویراژ[۱۸]
- لامبورگینی گالاردو[۱۸]
- فولکس‌واگن شیراکو ۱[۲۰]
- فولکس‌واگن شیراکو ۲[۲۰]
- فورد اسکورت آراس کازوورث[۲۱][۲۲]
- فولکس‌واگن گلف[۲۳]

## فیلم‌شناسی

### تلوزیونی
| سال         | عنوان                                   | انتشار                   | تعداد قسمت‌ها | تعداد فصل‌ها |
| ----------- | --------------------------------------- | ------------------------ | ------------ | ----------- |
| ۱۹۸۸-۲۰۰۰   | تخت گاز                                 | بی‌بی‌سی وی‌اچ‌اس، ۱۹۹۴-۱۹۹۸ | فراوان       | فراوان      |
| ۱۹۹۵-۱۹۹۶   | دنیای موتور جرمی کلارکسون               | بی‌بی‌سی وی‌اچ‌اس، ۱۹۹۶      | ۱۳ قسمت      | ۲           |
| ۱۹۹۷        | ماشین‌های عظیم با جرمی کلارکسون          | بی‌بی‌سی وی‌اچ‌اس، ۱۹۹۷      | ۶ قسمت       | ۱           |
| ۱۹۹۸        | جنگ روبات‌ها                             | —                        | ۶ قسمت       | ۱           |
| ۱۹۹۸-۲۰۰۰   | کلارکسون                                | —                        | ۲۷ قسمت      | ۳           |
| ۲۰۰۰        | سال‌های ماشینی کلارکسون                  | —                        | ۶ قسمت       | ۱           |
| ۲۰۰۱        | سرعت با جرمی کلارکسون                   | بی‌بی‌سی وی‌اچ‌اس، ۲۰۰۱      | ۶ قسمت       | ۱           |
| ۲۰۰۱        | تو نمیخوای اون کارو بکنی                | —                        | ۱ قسمت       | —           |
| ۲۰۰۲-۲۰۱۵   | تخت گاز                                 | بی‌بی‌سی وی‌اچ‌اس، ۲۰۱۰      | فراوان       | ۳۳          |
| ۲۰۰۲        | جرمی کلارکسون: دیداری با همسایه‌ها       | —                        | ۵ قسمت       | ۱           |
| ۲۰۰۳        | صلیب ویکتوریا: برای شجاعت               | بی‌بی‌سی دی‌وی‌‌دی، ۲۰۱۱      | ۱ قسمت       | —           |
| ۲۰۰۴        | اختراع‌هایی که جهان را تغییر داد         | —                        | ۵ قسمت       | ۱           |
| ۲۰۰۷        | جرمی کلارکسون: بزرگترین یورش تمام تاریخ | بی‌بی‌سی دی‌وی‌‌دی، ۲۰۱۱      | ۱ قسمت       | —           |
| ۲۰۱۴        | پی‌کیو۱۷: فاجعهٔ کاروانی قطبی             | —                        | ۱ قسمت       | —           |
| ۲۰۱۶-تاکنون | گرند تور (مجموعه تلویزیونی)             | سرویس ویدئویی آمازون     | ۴۶           | ۶           |
| ۲۰۲۱-تاکنون | مزرعه کلارکسون                          | سرویس ویدئویی آمازون     | ۲۴           | ۳           |

### نقش‌های دیگر
| سال  | عنوان                | نقش        |
| ---- | -------------------- | ---------- |
| ۲۰۰۳ | پیرمردهای بداخلاق    | همکاری     |
| ۲۰۰۴ | فکر می‌کنی کی هستی؟   | همکاری     |
| ۲۰۰۶ | ماشین‌ها              | هارو (صدا) |
| ۲۰۱۱ | فورزا موتور اسپورت ۴ | صداپیشه    |
| ۲۰۱۳ | فورزا موتور اسپورت ۵ | صداپیشه    |